# Filip Pieczonka
Filip Pieczonka (* 9. April 2004 in Danzig) ist ein polnischer Tennisspieler.

## Karriere
Pieczonka spielte zwischen 2018 und 2021 auf der ITF Junior Tour. Dort gewann er einen Einzel- und sechs Doppeltitel. In der Junioren-Rangliste erreichte er mit Platz X seine höchste Notierung. Sein bestes Resultat bei einem der größeren Turniere war das Halbfinale im Einzel des J300 Charleroi-Marcinelle 2021.
Bei den Profis spielte Pieczonka 2021 das erste Mal regelmäßig und kam zu den ersten Punkten für die Weltrangliste. Im Herbst 2021 wurde Pieczonka positiv auf Oxandrolon getestet und infolgedessen für 18 Monate gesperrt. Seine Einnahme wurde als unabsichtlich eingestuft. Nach seiner Rückkehr Anfang 2023 verbesserte er sich vor allem im Doppel stetig. Während er im Einzel keine Titel gewann und sich noch nicht höher als die Top 800 platzieren konnte, war er 2024 im Doppel bei sieben Turnieren der drittklassigen ITF Future Tour siegreich, womit er die Saison auf Rang 322 abschloss. 2025 erzielte er die ersten Erfolge auf der höherdotierten ATP Challenger Tour. Er zog ins Endspiel von Cleveland und Chișinău ein, wovon er letzteres mit seinem Landsmann Szymon Kielan für sich entscheiden konnte. Schon 2023 begann er ein Studium an der University of Tennessee, wo er auch im College Tennis für seine Uni-Team spielte. 2024 wechselte er an die Texas A&M University. Seit des Studiumbeginns nahm er seltener an Profiturnieren teil.

## Erfolge
| Legende (Anzahl der Siege) |
| Grand Slam                 |
| ATP Finals                 |
| ATP Tour Masters 1000      |
| ATP Tour 500               |
| ATP Tour 250               |
| ATP Challenger Tour (2)    |

### Doppel

#### Turniersiege
| Nr. | Datum         | Turnier  | Belag     | Partner       | Finalgegner                  | Ergebnis |
| --- | ------------- | -------- | --------- | ------------- | ---------------------------- | -------- |
| 1.  | 1. Juni 2025  | Chișinău | Hartplatz | Szymon Kielan | Lukáš Pokorný Ilja Simakin   | 6:4, 6:0 |
| 2.  | 13. Juli 2025 | Iași     | Sand      | Szymon Kielan | Cleeve Harper Ryan Seggerman | 7:5, 6:3 |